# La Florida, Atzalan
La Florida är en ort i Mexiko.   Den ligger i kommunen Atzalan och delstaten Veracruz, i den sydöstra delen av landet, 200 km öster om huvudstaden Mexico City. La Florida ligger 1 693 meter över havet och antalet invånare är 638.
Terrängen runt La Florida är huvudsakligen kuperad, men österut är den bergig. Runt La Florida är det ganska tätbefolkat, med 129 invånare per kvadratkilometer. Närmaste större samhälle är Atzalan, 1,3 km söder om La Florida. I omgivningarna runt La Florida växer i huvudsak städsegrön lövskog.